# Illír nyelv
Lásd még: Illírek
Az illír nyelv az egykor a Balkán-félsziget nyugati részén élt, illírekként azonosított nép nyelve. Az indoeurópai nyelvcsaládba, feltehetően a kentum nyelvek csoportjába tartozó, írásbeliség nélküli nyelv volt. Beszélői a római hódítással asszimilálódtak, nyelvük kihalt.
Meglehetősen kevés nyelvemlék maradt fenn a korai századok görög és római munkáiban, jórészt csak elszórt szavak, személy- és helynevek, ami bizonytalanná teszi a nyelv besorolását, korabeli és jelenkori rokonainak meghatározását egyaránt. A nyelvtudomány mai állása szerint éppen ezért az indoeurópai nyelvcsaládon belül az illír nyelv önálló ágat képez.
Annyi bizonyos, hogy az ógörög és az ókori makedón nyelv erősen hatottak rá (vö. például illír királyok nevével: Kleitosz, Glaukiasz). Az illír szállásterületekre érkező kelták nyelve hasonlóképpen erős nyomot hagyott az illír helynévanyagon, olyannyira, hogy a történetírás a mai napig bizonytalan annak megválaszolásában, hogy egyes ókori törzsek illírek vagy kelták voltak-e. Hasonló, egymás nyelvére elevenen ható kapcsolatot feltételeznek az illírek, illetve a trákok és a dardánok között.
Egy évszázaddal ezelőtt feltételezték a messzáp nyelvvel való közeli rokonságát, de ezt mindmáig nem sikerült kellőképpen igazolni. Az elmélet alapjául főként régészeti egyezések szolgálnak: az ásatások során előkerült messzáp anyagi kultúra sok tekintetben az illírhez hasonló vonásokat visel magán, emellett egyes messzáp és illír helynevek hasonlósága is elgondolkodtató. Ugyanígy felmerült, de nem bizonyított a venét és a liburni nyelvvel való rokonítása. A 20. század első felében merült fel az illír, valamint az egymással rokon dák és trák egyazon nyelvi csoportba, az ún. trák–illír ágba való besorolása.
A legismertebb hipotézis szerint a modern albán nyelv volna az illír nyelv közvetlen továbbélése, ám ez sokat vitatott tétel a nyelvészek körében. Az elmélet ellen szóló főbb érvek:
- A fennmaradt illír nyelvemlékek száma kevés ahhoz, hogy a kontinuitás egyértelműen megállapítható legyen.
- Úgy tűnik, sok helynév többszörös átvétellel került az illírből az albánba, ami cáfolni látszik az egyenes leszármazás kérdését.
- Az illír régészeti kultúra nem mutat rokonságot az albánnal.